# Lissonota punctata
Lissonota punctata är en stekelart som först beskrevs av Cresson 1870.  Lissonota punctata ingår i släktet Lissonota och familjen brokparasitsteklar. Inga underarter finns listade i Catalogue of Life.